# ГЕС Олівер
ГЕС Олівер — гідроелектростанція на межі штатів Алабама та Джорджія (Сполучені Штати Америки). Знаходячись між ГЕС Гоат-Рок (38,6 МВт, вище по течії) та ГЕС Норт-Хайлендс (29,6 МВт), входить до складу каскаду на річці Чаттахучі, правій твірній Апалачіколи (дренує південне завершення Аппалачів та впадає до лиману Апалачікола на узбережжі Мексиканської затоки).
У межах проекту річку перекрили бетонною греблею висотою 21 метр та довжиною 616 метрів. Вона утримує водосховище з площею поверхні 8,7 км2 та об'ємом 39 млн м3, в якому припустиме коливання рівня в операційному режимі в діапазоні лише 0,6 метра.
Пригреблевий машинний зал обладнали чотирма турбінами типу Френсіс — трьома потужністю по 18 МВт та однією з показником 6 МВт, які забезпечують виробництво 240 млн кВт-год електроенергії на рік.